# 너는 방과 후 인섬니아
《너는 방과 후 인섬니아》(일본어: 君は放課後インソムニア 기미하 호카고 인소무니아[*])는 오지로 마코토가 쓰고 그린 일본의 만화다. 약칭은 키미소무(君ソム). 쇼가쿠칸의 청년 만화 주간 잡지 《빅 코믹 스피리츠》에 2019년 5월부터 2023년 8월까지 연재되었다. 낱권책으로는 전 14권으로 나왔다. 라이덴 필름이 제작한 텔레비전 애니메이션은 2023년 4월 11일부터 7월 4일까지 방영되었다. 영화는 2023년 6월 23일에 개봉되었다.

## 구성
나나오시라는 작은 도시, 불면증에 걸린 나카미 간타는 학교의 버려진 천문대에서 낮잠을 자려고 노력한다. 그곳에서 그는 같은 문제를 안고 있는 사교적이고 태평한 소녀 이사키 마가리를 우연히 만난다. 두 사람은 어색한 우정을 쌓고 학교의 없어진 천문부를 다시 세운다.

## 등장인물

### 천문부[1]관계자
- 나카미 간타(일본어: 中見 丸太)(성우: 사토 하지메, 스자키 아야(어린 시절))
- 마가리 이사키(일본어: 曲 伊咲)(성우: 타무라 코노미)

수영부를 겸하고 있다.
- 쿠라사키 우사코(일본어: 倉敷 兎子)(성우: 노토 마미코)

양호 선생님(보건 교사) 겸 천문부 고문(顧問)이다.
- 시로마루 유이(일본어: 白丸 結)(성우: 토마츠 하루카)

쿠요 고등학교를 졸업한 선배이자 그 고등학교 천문부의 조언자다.

### 학교 인물
- 우케가와 타오(일본어: 受川 太鳳)(성우: 야마시타 세이이치로)

간타의 처지를 유일하게 이해한다.
- 카니카와 모토코(일본어: 蟹川 モトコ)(성우: Lynn)

댄스부 소속이다.
- 아나미즈 카나미(일본어: 穴水 かなみ)(성우: 후지와라 나츠미)

소프트볼부 소속이다.
- 노노 미나(일본어: 野々 三奈)(성우: 모로호시 스미레)

미술부 소속이다.
- 하이다 루이(일본어: 灰田 塁)(성우: 카리노 쇼)

원래는 야구부 소속이었다.
- 하쿠이(일본어: 羽咋)(성우: 카네마사 이쿠토)

남성 교사로, 간타의 건강 사정을 모르는 말을 내뱉는다.

### 그 밖
- 마가리 하야(일본어: 曲 早矢)(성우: 아마미야 소라)

이사키보다 4살 많은 누나다. 가나자와시의 대학에 진학했다.

## 서지 정보
- 오지로 마코토 《너는 방과 후 인섬니아》 쇼가쿠칸 〈빅 코믹스〉, 전 14권
  1. 2019년 9월 12일 발매[2][3], ISBN 978-4-09-860395-4
  2. 2019년 12월 12일 발매[4], ISBN 978-4-09-860457-9
  3. 2020년 4월 10일 발매[5], ISBN 978-4-09-860573-6
  4. 2020년 8월 7일 발매[6], ISBN 978-4-09-860692-4
  5. 2020년 12월 11일 발매[7], ISBN 978-4-09-860781-5
  6. 2021년 4월 12일 발매[8], ISBN 978-4-09-860879-9
  7. 2021년 10월 29일 발매[9], ISBN 978-4-09-861142-3
  8. 2022년 1월 12일 발매[10], ISBN 978-4-09-861215-4
  9. 2022년 6월 10일 발매[11], ISBN 978-4-09-861314-4
  10. 2022년 9월 12일 발매[12], ISBN 978-4-09-861428-8
  11. 2023년 1월 12일 발매[13], ISBN 978-4-09-861499-8
  12. 2023년 4월 6일 발매[14], ISBN 978-4-09-861613-8
  13. 2023년 6월 12일 발매[15], ISBN 978-4-09-861721-0
  14. 2023년 10월 12일 발매[16], ISBN 978-4-09-862536-9

## TV 애니메이션
2023년 4월부터 7월까지 TV 도쿄 계열 등에서 방송되었다.

### 스태프
- 원작 - 오지로 마코토
- 감독 - 이케다 유키
- 시리즈 구성·각본 - 이케다 린타로
- 캐릭터 디자인 - 후쿠다 히로키
- 의상 디자인 - 아리가 히로미, 나가카와 모모코
- 프롭 디자인·디자인 웍스 - 나카무라 노리코
- 미술 감독 - 오오니시 타츠로
- 미술 설정 - 히라사와 아키히로
- 색채 설계 - 오노데라 에미코
- 3DCGI - 라이덴 필름
- 3DCGI 디렉터 - 야마자키 요시오
- 촬영 감독 - 히메노 메구미
- 편집 - 하세가와 마이
- 음향 감독 - 모토야마 사토시
- 음향 효과 - 시라이시 유이카
- 음악 - 하야시 유키
- 음악 제작 - 포니 캐년
- 프로듀서 - 우에다 토모키, 야마다 유리코, 사사키 레이코, 니시카와 쿄헤이, 카시무라 에미, 나가이 치하루
- 애니메이션 프로듀서 - 사사키 유스케
- 애니메이션 제작 - 라이덴 필름
- 제작 - 애니 '키미소무' 제작위원회

### 주제가
언제 만나면(いつ逢えたら)
aiko에 의한 오프닝 테마. 작사·작곡은 AIKO, 편곡은 시마다 마사노리.
Lapse(ラプス)
Homecomings에 의한 엔딩 테마. 작사는 Yuki Fukutomi, 작곡은 Ayaka Tatamino, 편곡은 Homecomings.
ヘルツ
Homecomings에 의한 제7화 엔딩 테마. 작사는 Yuki Fukutomi, 작곡은 Ayaka Tatamino, 편곡은 Homecomings.

### 에피소드 목록
| 화수   | 제목                       | 그림 콘티                           | 연출                        | 작화 감독 | 총작화 감독                 | 방송일          |
| ------ | -------------------------- | ----------------------------------- | --------------------------- | --- | --------------------------- | --------------- |
| 제1화  | 能登星 노토의 별           | 이케다 유키                         | 이케다 유키                 | 쿠마다 아키코 타자와 우시오 야나기다 코헤이 | 후쿠다 히로키               | 2023년 4월 11일 |
| 제2화  | 猫の⽬星 고양이 눈 별      | 아키야마 토모코                     | 마모리 타이스케             | 혼다 케이이치 와다 켄토 타자와 우시오 아카츠 카오리 | 쿠마다 아키코 아리가 히로미 | 4월 18일        |
| 제3화  | ⼀つ星さん 샛별님          | 이케다 유키                         | 마츠이 쿠니히로             | 마스타테 토시히데 우이케 카즈마 코다 토모키 우에노 타쿠시 하타케야마 카나에 박미현 송길영                                                               | 쿠마다 아키코               | 4월 25일        |
| 제4화  | 天津甕星 아마츠미카 별     | 세토 켄지                           | 오기와라 로코우             | 타카하시 나오키 핫토리 켄지 마츠모토 카츠지 이카이 카즈유키 趙親雲 안도 노부히로 마츠모토 에니시 이마사토 케이코 오오타 노부타카                        | 니시 마유코                 | 5월 2일         |
| 제5화  | ⾶び上がり星 날아오르는 별 | 후쿠다 미치오 세토 켄지 이토 유이치 | 시노자키 야스유키           | 타자와 우시오 오오노 츠토무 토미나가 타쿠오 토미노 키에 이모토 카즈아키                                                                                 | 미즈타니 유이치로           | 5월 9일         |
| 제6화  | ⾛り星 달리는 별           | 마모리 타이스케                     | 마모리 타이스케             | 쿠니미츠 나나 타카다 나오코 모리타 미노루 이토 유타 시로쿠마 키노시타 히로타카 시게타 토오루                                                            | 쿠마다 아키코               | 5월 16일        |
| 제7화  | 花⽕星 불꽃놀이 별         | 아키야마 토모코                     | 후지시로 카즈야             | 시미즈 카츠유키 시미즈 요시코 오오노 츠토무 마츠모토 에니시 코스게 카즈히사 타케우치 아키라 와다 켄토 하나자와 유리 아베 히로키 치바 시게루 타카다 요코 | 하시모토 준이치             | 5월 23일        |
| 제8화  | 集まり星 모이는 별         | 시미즈 사토시                       | 한다 다이키                 | 안도 노부히로 혼다 케이이치 토미노 키에 키쿠치 카스미 치바 시게루 오오노 츠토무 하나자와 유리 아카츠 카오리 니시 마유코 김정림 우금영 박상호            | 미즈타니 유이치로           | 5월 30일        |
| 제9화  | 星合 별의 해후             | 이토 유이치                         | 오기와라 로코우             | 미츠하시 타에코 안도 노부히로 마츠모토 에니시 타카하시 나오키 陳潔瓊 마츠모토 카츠지                                                                    | 미즈타니 유이치로           | 6월 6일         |
| 제10화 | 姉はん星 언니별            | 요코테 소타                         | 요코테 소타                 | 미츠하시 타에코 토미나가 타쿠오 이모토 카즈아키 | 쿠마다 아키코               | 6월 13일        |
| 제11화 | 夜明けの⼀番星 새벽 첫 별  | 아키야마 토모코                     | 아라키 카즈나리             | 쿠레타니 노조미 타자와 우시오 시미즈 카츠유키 와다 켄토 치바 시게루                                                                                     | 니시 마유코                 | 6월 20일        |
| 제12화 | 迷い星 헤매는 별           | 요코테 소타 이케다 유키             | 토바 아키라                 | 타카다 요코 니시 마유코 아카츠 카오리 토미노 키에 치바 시게루 키쿠치 카스미 무라카미 류노스케                                                           | -                           | 6월 27일        |
| 제13화 | 最古の星 가장 오래된 별    | 요시오카 시노부                     | 이케다 유키 야마다 카요나카 | 안도 노부히로 타자와 우시오 토미노 키에 미츠하시 타에코 토미나가 타쿠오 시미즈 카츠유키 오오타 노부타카 와다 켄토                                       | 코노 토시야 안도 노부히로   | 7월 4일         |